# Municipio de Huntington (condado de Adams)
El municipio de Huntington (en inglés: Huntington Township) es un municipio ubicado en el condado de Adams en el estado estadounidense de Pensilvania. En el año 2000 tenía una población de 2233 habitantes y una densidad poblacional de 34.3 personas por km².

## Geografía
El municipio de Huntington se encuentra ubicado en las coordenadas 39°59′25″N 77°06′59″O / 39.99028, -77.11639.

## Demografía
Según la Oficina del Censo en 2000 los ingresos medios por hogar en la localidad eran de $43 517 y los ingresos medios por familia eran $45 688. Los hombres tenían unos ingresos medios de $31 964 frente a los $21 860 para las mujeres. La renta per cápita para la localidad era de $17 827. Alrededor del 5,4% de la población estaban por debajo del umbral de pobreza.